# 帕利孔达
帕利孔达（Pallikonda），是印度泰米尔纳德邦Vellore县的一个城镇。总人口20678（2001年）。

## 人口
该地2001年总人口20678人，其中男性10521人，女性10157人；0—6岁人口2259人，其中男1169人，女1090人；识字率73.05%，其中男性为79.64%，女性为66.22%。